# De Groote Hoef

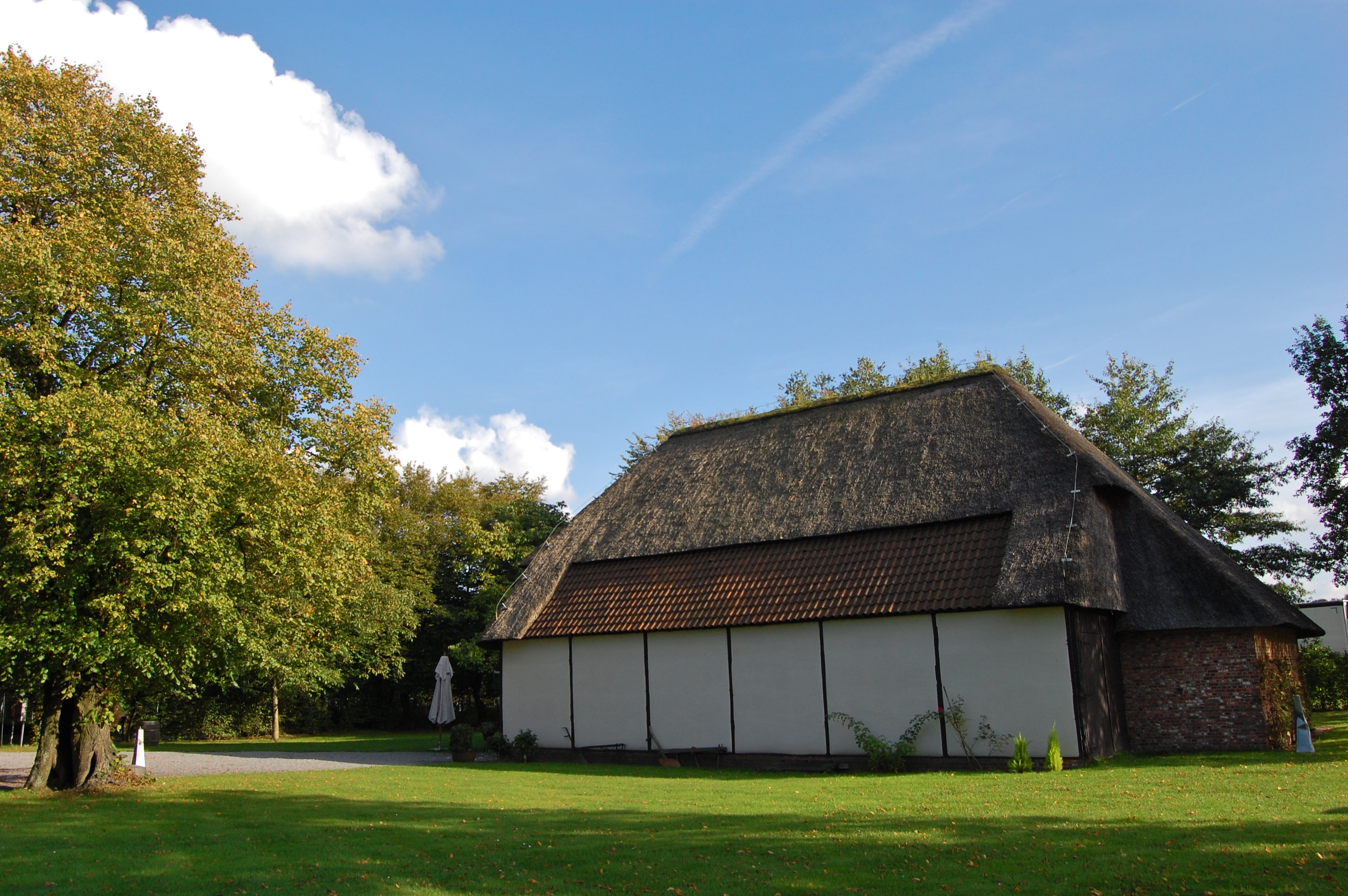
De Groote Hoef

De Groote Hoef is een hoeve in Lommel, gelegen aan Hoeverdijk 11.

## Geschiedenis
De Groote Hoef, eertijds de grootste hoeve van Lommel, was bezit van de Abdij van Averbode. Ze beschikte over meer dan 100 ha aan grondbezit. In 990 zou het bezit door ene Ansfried geschonken zijn aan de Sint-Petrus'-Bandenkerk te Hilvarenbeek. Begin 13e eeuw werd het betwist tussen het toen aanwezige kapittel van deze kerk, en de Abdij, en in 1227 kwam het goed aan Averbode, maar men diende aan het kapittel een jaarlijkse cijns te betalen.
Het voormalige domein wordt tegenwoordig weliswaar door de Ringlaan doorsneden, maar de toenmalige perceelscheidingen zijn nog terug te vinden in het recente stratenpatroon. De Groote Hoef lag ten zuiden van de huidige Karrestraat, en ten noorden ervan kwam omstreeks 1378 nog een andere hoeve tot stand, de Kleine Hoef genaamd. Nadat aanvankelijk de broeders van de Abdij het land bewerkten, werd het al spoedig in pacht uitgegeven.
De hoeve werd in 1486 in brand gestoken door de troepen van Willem I van der Marck Lumey, en ook in 1511 vond een brandstichting plaats. In 1586 werd de hoeve door een troep protestantse soldaten in brand gestoken, en onder meer in 1735 was er weer sprake van brand en plundering, mogelijk door de Bokkenrijders. In 1798 werd de hoeve aan de pachters verkocht.
In 1975 werd de hoeve aangekocht door de stichting Groote Hoef en in de daaropvolgende jaren werd de hoeve, het woonhuis en de schaapskooi gerestaureerd. Er werd nabij de hoeve een moestuin aangelegd. Omstreeks 1998 werd in het woonstalhuis een restaurant met feestzaal ingericht. In de schaapskooi kwam in 1994 een molenmuseum.

## Gebouwen
Het complex omvat een hoofdgebouw met stal en woonhuis, een schaapskooi, en een langsschuur. Het woonhuis heeft mogelijk een 15e-eeuwse kern en ook delen uit 1587. In de 18e en 19e eeuw werd de stal verbouwd. Deze bestaat uit vakwerkbouw die later versteend is. Het woonhuis bevat een schouw die mogelijk 15e-eeuws is.
De huidige schaapskooi is 19e-eeuws. Hierin bevindt zich het molenmuseum, met molenmodellen en diverse maalwerktuigen en molenaarsgereedschappen.
De driebeukige langsschuur heeft een kern van 1736. Hier bevond zich vroeger een rosmolen waarmee de dorsinrichting werd aangedreven. Ook vindt men hier de rosmolen van de Groote Hoef, een replica van een West-Vlaamse rosmolen.